# روديجر نيهبرج
روديجر نيهبرج (بالألمانية: Rüdiger Nehberg) ويشتهر باسم „Sir Vival“ لتشابهه مع التعبير الإنجليزي survival ومعناها «البقاء على الحياة». ولد روديجر نيهبرج في 4 مايو 1935 في مدينة بيلفلد بألمانيا، وهو خبير في مسألة البقاء على الحياة رغم المغامرة في اجتياز الصحاري الغابات والبحار بوسائل بدائية بسيطة. اكتسب من رحلاته الكثيرة بمفرده أو بمصاحبة آخرين العيش في ظروف بالغة الشدة في الصحاري وعبور المحيطات والغابات، متعمدا عدم استخدام الوسائل الحديثة، مقلدا في ذلك الإنسان البدائي. فتراه ليس معه إلا سكين ويستعين بطوف يبنيه بنفسه لعبور المحيطات. فهو مغامر فريد؛ يجوب أفريقيا وأوروبا وأمريكا الجنوبية سيرا على الأقدام أو يستخدم دراجة ليقطع بها آلاف الكيلومترات.
وهو في نفس الوقت أحد النشطاء في مجال حقوق الإنسان؛ حتى أنه ساعد أحد فصائل الهنود الحمر في أمريكا الجنوبية في الحصول على محمية لهم. وقد أسس مع مجموعة من الزملاء جمعية خيرية تارجت TARGET تعمل على حل مشاكل اجتماعية على المستوى المحلي وفي جميع أقطار الأرض. كما أسس مع زوجته جمعية تسمى «اتحاد من أجل الإسلام» Pro Islamic Alliance.

## حياته
يقوم روديجر نيهبرج من الستينيات من القرن الماضي برحلات استكشافية كبيرة في مناطق غير مسكونة من مختلف بلاد العالم، ويكتب كتبا عنها. كما قام برحلة على دراجة خلال الأعوام 1951 - 1960 ولف بها نحو نصف الكرة الأرضية.
لفت نظره في عام 1959 كتاب كتبه المولف الألماني «كونو شتويبن» بعنوان: «إلى منابع الذهب الفرعونية؛ وحيدا على النيل الهائج». وقام هو بنفسه بمغامرة بطوف في النيل الأزرق ونهر أومو.
في عام 1971 .
قام في عام 1972 برحلة جريئة مع أحد المصورين «ميشائيل تايشمان» في أرض هنود حمر. وقابل تعبان ضخم واستطاع التغلب عليه وأسره. ولكن الفيتون Python مات في الطريق. وقام في عام 1975 بمغمرة مع صديقه «أندرياس شتولس» وكان المصور ميشائيل تايشمان معهما. وهاجمتهم مجموعة من اللصوص واطلقوا النار عليهم فأدى إلى إصابة تايشمان في رأسه وتوفي على إثرها. ساعدهم السكان في العثور على الجاني وقدم على المحاكمة.
قام نيهبرج في عام 1980 بزيارة إلى فصيلة يانومامي من الهنود الحمر في أمريكا الجنوبية. وبغرض الاستعداد لمغامرات أكبر قطع المسافة من شمال ألمانيا إلى جنوبها في عام 1981 مشيا على الأقدام، وهي مسافة تقدر بنحو 1000 كيلومتر خلال مناطق بعيدة عن الأماكن المعمورة. استغرقت الرحلة 23 يوم وصاحته مجموعة من التلفزيون الألماني، القناة ZDF، وبثت في التلفزيون. في عام 193 قام نيهبرج بأول رحلاته في جنوب أفريقيا ودون رحلته يوميا في كتاب. عانى خلال الرحلة الجوع والعطش فقد كانت المسافة نحو 400 كيلومتر، وكتب مذكراته خلال هذه الفترة.
عبر نيهبرج المحيط الأطلسي بقارب صغير يحركه برجليه في عام 1987. وعبر المحيط الأطلسي مرة ثانية بصحبة «كريستينا هافركامب» النشطة في حقوق الإنسان عام 1992. واستطاعا بجهودهما مساعدة فصيلة الهنود الحمر Yanomami في الحصول على محمية خاصة بهم. وقام بعبور الأطلسي مرة ثالثة في عام 2001 تحت اسم «الشجرة» استخدم فيه طوف قديم عمره 350 سنة.
في 31 يوليو 2003 أنزلته مروحية في وسط غابات البرازيل من ارتفاع 50 متر، ولم يكن معه سوى سكين. تلك المغامرة كانت بغرض السيطرة على ظروف معيشة صعبة في الغابات الممطرة في البرازيل، وتعلم كيفية التعامل مع نباتات سامة، وحيوانات مفترسة والتغذية في الغابات. كان يعتبر مفقودا في بعض الأحيان. واستغرقت مغامرته هذه 25 يوما.
أسس في عام 200 منظمة حقوق الإنسان تارجت TARGET التي أصابت نجاحا في محاربة ختان البنات، حيث يتسبب هذا في تقويض العضو الجنسي للنساء، وأحيانا يتسبب نزيف الدم في موت الفتايات. وشاركت مجموعة TARGET في نوفمبر 2006 في منتدى تحت رعاية مفتي الديار المصرية الشيخ على جمعة وحضور كبار شيوخ الجامع الأزهر بالقاهرة. وكانت نتيجة المنتدى كما يقول روديجر نيهبرج مؤيدة لفكرة عدم ختان الفتيات، تلك العادة التي تنتشر كثيرا في أواسط أفريقيا، وتضر الفتيات وتعرضهم للموت.

## اتحاد من أجل الإسلام
عاش روديجر نيهبرج في مغامراته القرن الإفريقي. وتعامل مع سكان الصومال وتنزانيا وعفر. وأعجبه طريقة تعاملهم مع بعضهم البعض، وكما يقول «معاملات طيبة لم يجدها في مجتمعات أخرى». وهي تعاملات تنبع من الإسلام. وهذا ما دعاه إلى الاهتمام بالإسلام وبدأ يستلهم منه ما يفيد الناس. ومن ضمن نشاطه هذا أسس مع زوجته «اتحاد من أجل الإسلام». وتراه لابسا قميصا وعليه شارة اتحاد من أجل الإسلام.

## كتبه
- Survival-Lexikon, ISBN 3-492-23055-5
- Drei Mann, ein Boot, zum Rudolfsee, ISBN 3-492-22714-7
- Abenteuer am Blauen Nil, ISBN 3-492-23251-5
- Mit dem Baum über den Atlantik, ISBN 3-492-23607-3
- Die Kunst zu Überleben, Survival, ISBN 3-492-22622-1
- Medizin Survival, ISBN 3-492-22717-1
- Survival-Abenteuer vor der Haustür, ISBN 3-492-22715-5
- Überleben ums Verrecken, ISBN 3-89029-219-4
- Echt verrückt!, ISBN 3-89029-264-X
- Die Yanomami-Indianer, ISBN 3-492-23922-6
- Abenteuer Urwald, ISBN 3-89029-286-0
- Abenteuergeschichten, ISBN 3-453-01855-9
- Rüdiger Nehberg - Die Autobiographie, ISBN 3-89029-297-6

## وصلات خارجية
- روديجر نيهبرج على موقع IMDb (الإنجليزية)
- روديجر نيهبرج على موقع مونزينجر (الألمانية)